# NGC 5263
NGC 5263 este o galaxie spirală situată în constelația Câinii de Vânătoare. A fost descoperită în 11 aprilie 1785 de către William Herschel. Se află la o distanță de 77,5 de megaparseci de Pământ.